# Locomotiva FS E.554
La locomotiva E.554 era una locomotiva elettrica a corrente alternata trifase a frequenza ferroviaria delle Ferrovie dello Stato italiane, progettata principalmente per servizio merci. Era previsto anche l'utilizzo per i treni viaggiatori; era infatti dotata di una caldaia a gasolio, per il riscaldamento delle carrozze viaggiatori, in grado di produrre fino a 800 kg di vapore orari.

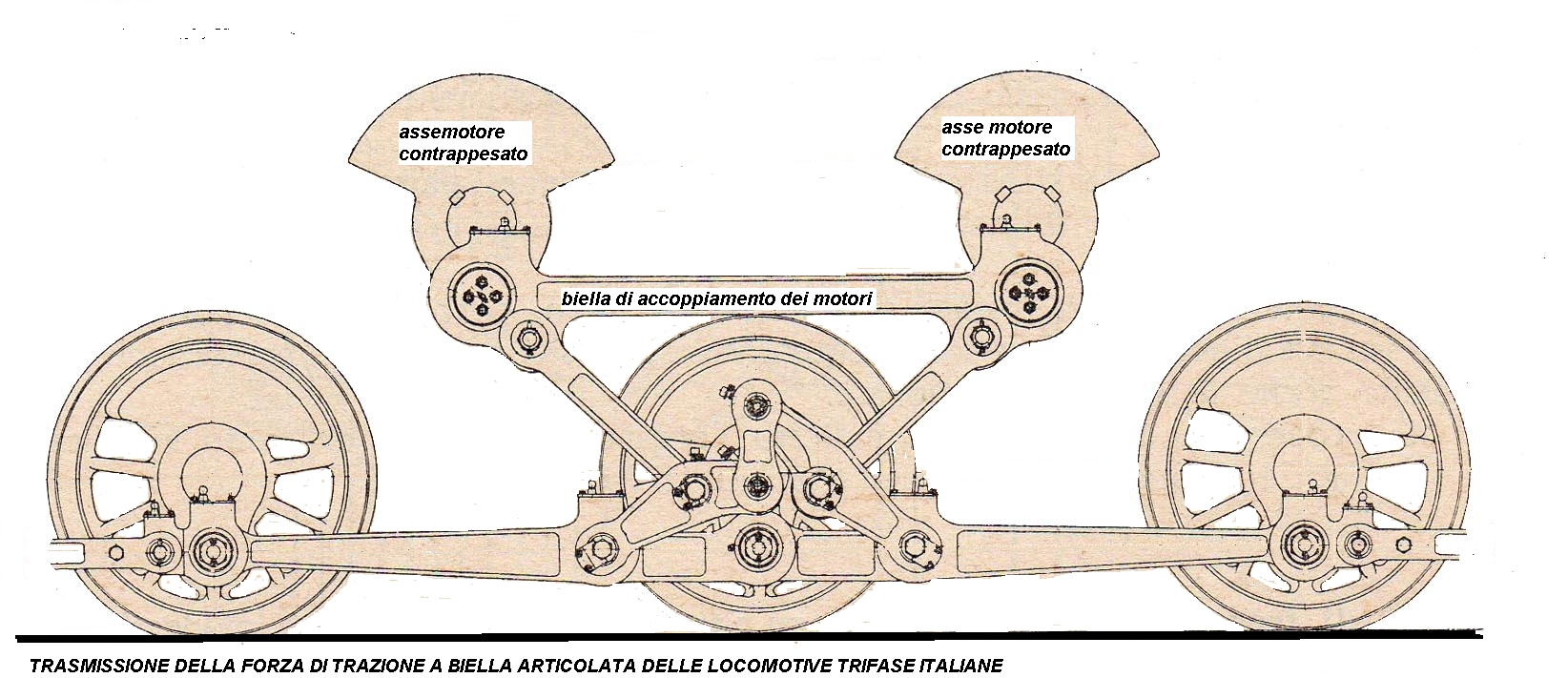
Disegno della trasmissione a biella articolata della locomotiva

## Storia
Le E554 sono state l’ultimo e più perfezionato gruppo di locomotive trifasi per treni merci secondo lo schema meccanico delle locomotive E550. I progettisti delle FS, diretti dall’ing. Giuseppe Bianchi, si avvalsero delle ventennali esperienze maturate nella conduzione e manutenzione di locomotive trifasi e, conformemente agli indirizzi politici del tempo, non utilizzarono brevetti stranieri.
Oltre ad un generale irrobustimento del telaio, l’apparecchiatura che maggiormente fu curata è stato il reostato, dotato di adeguata capacità termica e di un vaporizzatore per il raffreddamento della soluzione sodica. Il comparto macchine comprendente i motori di trazione, combinatori, quadro di bassa tensione, ecc. includeva alle due estremità un angusto e spartano posto di manovra per il personale di guida. A differenza delle precedenti locomotive, ove c’era un motore primario ed uno secondario nel collegamento in cascata (in serie), i motori di trazione erano perfettamente uguali e smontabili dall’alto.
Gli avancorpi frontali, più massicci delle precedenti locomotive trifasi e delle locomotive a 3000 V dell’epoca, contenevano uno il reostato a liquido e l’interruttore invertitore in olio, l’altro i compressori, gli accumulatori e la caldaia a nafta per il riscaldamento del treno (montata solo su alcune unità). Le prese di corrente erano quelle classiche a stanghe con archetti isolati mediante bastoni di legno paraffinato. L’asse centrale delle ruote è privo di bordino mentre gli assi estremi possono spostarsi trasversalmente per favorire l’iscrizione in curva.
Con le E554 e le contemporanee E432 per treni viaggiatori si raggiunse l’apice dell’evoluzione tecnica ma fu anche il “canto del cigno” per la trazione a corrente alternata trifase, in quanto all’orizzonte si era già profilato il nuovo sistema a 3000 V in corrente continua che caratterizzerà le successive elettrificazioni in Italia, fino al recente sistema a 25 kV 50 Hz applicato alla rete ad alta velocità. Dopo le prime elettrificazioni che avevano interessato linee di valico il sistema trifase aveva infatti cominciato a denunciare i propri limiti, tra i quali:
complessità delle linee elettriche di contatto che non consentirono mai di superare la velocità massima di 100–120 km/h;
necessità di una rete elettrica di alimentazione e di gruppi in centrale separati da quelli della rete industriale a 45–50 Hz;
difficoltà di regolazione della velocità dei rotabili, che avevano poche velocità e fisse;
una serie di vincoli progettuali sulla parte meccanica, direttamente mutuata da quella delle locomotive a vapore.
Eccellenti macchine da montagna, le E554 dominarono per quasi 40 anni le linee dei valichi del Nord Italia, assicurando la trazione a treni di tutti i tipi, dal merci al rapido di rango. Oltre alle linee del Frejus e del Brennero, appannaggio di queste locomotive erano anche la Ceva-Savona e la Genova-Ronco Scrivia; per un breve periodo furono assegnate anche alla Cuneo-Ventimiglia.
Grazie all’ottimo sforzo di trazione dovuto ai suoi cinque assi accoppiati ed alle ruote di piccolo diametro, la E554 era anche un’ottima locomotiva per treni merci, per i quali era utilizzata anche sulle restanti linee elettrificate del Piemonte.
Le E554 furono infine banco di prova per i primi sistemi di comando multiplo, ideati allo scopo di risparmiare personale, permettendo la guida di più locomotive dalla sola unità di testa. Alcune macchine furono pertanto attrezzate con differenti sistemi, che vennero sperimentati dai depositi di Genova e Bolzano; le resistenze del personale, però, costrinsero ben presto le Ferrovie a rinunciare all’esperimento. Le apparecchiature vennero smontate, ma su alcune unità gli accoppiatori per le condutture di comando rimasero in opera: la E554.174 è appunto una di queste.
La E554.174 ha lavorato fino alla fine del sistema trifase avvenuta il 25 maggio 1976 con la conversione dell’ultima linea Alessandria-Acqui e la fermata della Centrale di Arquata Scrivia. È stata salvata dai volontari dell’associazione “Museo Ferroviario Piemontese” e, dopo varie peregrinazioni, esposta presso la sede del museo a Savigliano. Nell’ottobre 1994 ha partecipato alle celebrazioni per la millesima locomotiva completa costruita nello stabilimento di Vado Ligure.

## Caratteristiche tecniche

### Parte meccanica
La locomotiva E.554 fu un'evoluzione del progetto della E.550 da cui derivarono successivamente le serie E.551 e E.552. Ne ricalca infatti la stessa impostazione del rodiggio, a tre assi a passo rigido e due assi estremi montati su carrello di tipo italiano, per meglio iscriversi nelle curve. Le ruote anch'esse di piccolo diametro ne facevano una locomotiva adatta ai servizi a bassa velocità per merci pesanti e viaggiatori non veloci.
Allo stesso modo che nelle E.550 i tre assi erano accoppiati mediante biella e ricevevano il moto dai due motori di trazione per mezzo di una speciale biella articolata con snodi di tipo sferico sulle bielle inclinate dei motori. A differenza delle macchine precedenti il telaio, formato da longheroni in un solo pezzo, alloggiava i motori di trazione in modo che fossero smontabili dall'alto. Questo accorgimento aveva permesso di avvicinare gli assi centrali riducendo il passo rigido della locomotiva.
Le ruote erano del tipo in uso sulle locomotive a vapore con contrappesi di equilibratura e manovelle a 90°. L'asse centrale era privo di bordino per una migliore inscrivibilità in curva.
Sul telaio rigido era montata la cassa composta di una cabina centrale che conteneva, oltre ai motori, anche i compressori, le apparecchiature ausiliarie con i relativi quadri elettrici e, separati, i due posti di manovra.
La produzione dell'aria compressa necessaria avveniva per mezzo di due compressori elettrici e di uno meccanico azionato da una apposita biella sul primo asse.
Tra i due trolley trovava posto, sul tetto, la coppia di serbatoi dell'aria compressa.
L'impianto frenante era dotato di freno continuo automatico e freno moderabile con freno a mano azionato da un volantino agente su tre assi.

### Parte elettrica
La parte elettrica era costituita da due motori a corrente alternata trifase il cui circuito permetteva il collegamento, in cascata per l'avviamento e la marcia a bassa velocità e, in parallelo, per la marcia alla velocità più alta. I collegamenti necessari venivano stabiliti mediante un controller a tamburo, mentre un reostato a liquido permetteva di limitare la corrente assorbita all'avviamento. Il liquido, contenuto in un cassone metallico, era composto di una soluzione di acqua e carbonato di sodio.
L'alimentazione di corrente elettrica avveniva per mezzo di due trolley a stanga montati sul tetto della cabina e sempre in presa contemporaneamente. 
La protezione di massima corrente e l'interruzione della corrente ai circuiti di trazione avveniva per mezzo di un interruttore-invertitore in bagno d'olio a comando elettropneumatico con la funzione anche di invertitore di fasi per l'inversione di marcia della locomotiva.

## Il gruppo E.354
L'elettrificazione col sistema trifase della ferrovia Bolzano-Merano, avvenuta nel 1934, creò problemi per la trazione a causa del tracciato sinuoso della linea, caratterizzato da curve di piccolo raggio, che limitava pesantemente la circolazione delle locomotive trifasi.

Le E.554, che il deposito locomotive di Bolzano aveva in dotazione dal 1939, non potevano infatti circolare a più di 25 km/h senza creare problemi all'armamento e la trazione fu affidata alle E.333 che, essendo prive di passo rigido, potevano viaggiare fino a 50 km/h con un treno di 50 tonnellate.

Consapevoli che queste locomotive fossero in gran parte dei casi sprecate su questa ferrovia, le FS decisero nel 1936 di modificare sostanzialmente il rodiggio di 10 E.554 portandolo da E a 1C1, creando così un gruppo di locomotive, classificate E.354.001-010, appositamente dedicate alla linea di Merano.

La vita di questo gruppo fu però effimera, poiché la geometria dell'armamento si dimostrò ancora soggetta a deformazioni quando la velocità raggiungeva i 50 km/h.

## Le locomotive a comando multiplo
Gli studi per l'adozione del comando multiplo sulle E.554 iniziarono nel 1957 per volontà del direttore generale delle FS ing. Severo Rissone. Il compito fu assegnato al Servizio Materiale e Trazione di Firenze a cui vennero imposti due vincoli motivati dall'ormai scontata abolizione del sistema trifase, cioè l'adozione di un numero limitato di modifiche per contenere i costi e la focalizzazione sul gruppo E.554, la cui relativa modernità lasciava prevedere un maggiore tempo di sopravvivenza rispetto agli altri.
La principale difficoltà tecnica da superare era costituita dal sistema di comando meccanico del reostato delle locomotive, che mal si prestava a qualsiasi forma di automatismo. Questa difficoltà fu dapprima aggirata con la realizzazione del sistema tipo "Bolzano", caratterizzato dalla limitazione di essere unidirezionale, a cui seguì un sistema ibrido che, pur mantenendo il principio ispiratore del precedente, gli aggiungeva la bidirezionalità, seguito infine dal sistema tipo "Ligure" che eliminava tutti i vincoli dei precedenti permettendo inoltre il comando multiplo di locomotive trifasi di gruppi eterogenei.

### Il sistema "Bolzano"
La prima sperimentazione fu realizzata su una coppia di locomotive del deposito di Bolzano installando un secondo reostato sulla locomotiva che fungeva da pilota, in sostituzione di quello della locomotiva pilotata che rimaneva quindi inutilizzato. La sincronizzazione dei reostati avveniva in modo automatico per il principio dei vasi comunicanti e non richiedeva la modifica del sistema di comando meccanico esistente. Per realizzare un comando multiplo bidirezionale sarebbe stato necessario equipaggiare nello stesso modo entrambe le locomotive, ma per semplicità di sperimentazione questo intervento non venne attuato, preferendo rendere operativo il comando multiplo in una sola direzione di marcia e costringendo a disabilitare la seconda locomotiva e ad usare unicamente quella di testa nella direzione opposta.
Contemporaneamente fu sviluppato un dispositivo per la sincronizzazione dei reostati basato sull'adozione di piccoli motori elettrici, facilmente comandabili a distanza, ma il sistema, rivelatosi non sufficientemente affidabile e di messa a punto troppo delicata, fu abbandonato a favore del precedente, che diede buoni risultati nonostante la limitazione dell'unidirezionalità. D'altra parte quest'ultima non costituiva un inconveniente grave sulla linea Bolzano-Brennero che, caratterizzata da forte acclività solo in una direzione, richiedeva la doppia trazione solo nel senso sud-nord.
L'attrezzamento con il comando multiplo tipo "Bolzano" fu realizzato tra il 1958 e il 1959 su 16 locomotive del deposito di Bolzano, che vennero così a formare 8 coppie fisse con le seguenti numerazioni di servizio:
- E.554.025+E.554.100,
- E.554.079+E.554.177,
- E.554.051+E.554.128,
- E.554.164+E.554.180,
- E.554.149+E.554.174,
- E.554.118+E.554.055,
- E.554.091+E.554.031,
- E.554.134+E.554.161,

dove compaiono la locomotiva pilota seguita dalla locomotiva pilotata.
Oltre ai benefici apportati nell'utilizzazione del personale di macchina, l'adozione del comando multiplo sulla linea del Brennero comportò anche un aumento delle prestazioni rispetto alle locomotive in doppia trazione normale, facendo decadere le riduzioni imposte per limitare il rischio di rottura degli organi di aggancio a seguito di possibili cattive intese tra i macchinisti. Per esempio tra Bressanone e Brennero, che era la tratta più acclive della linea, una coppia di E.554 a comando multiplo poteva trainare un treno di 665 tonnellate contro le 600 di una coppia normale e con due E.554 in comando multiplo da Bolzano e una terza aggiunta in spinta a Bressanone, si poteva raggiungere Brennero con un convoglio di 955 tonnellate a 50 km/h contro le 900 tonnellate di una tripla trazione normale.
Le 16 locomotive E.554 a comando multiplo del deposito di Bolzano fecero servizio sulla linea del Brennero, senza denunciare anomalie degne di nota, fino alla primavera del 1965, quando l'elettrificazione in corrente trifase venne sostituita dalla corrente continua a 3 kV.

#### Caratteristiche del sistema "Bolzano"

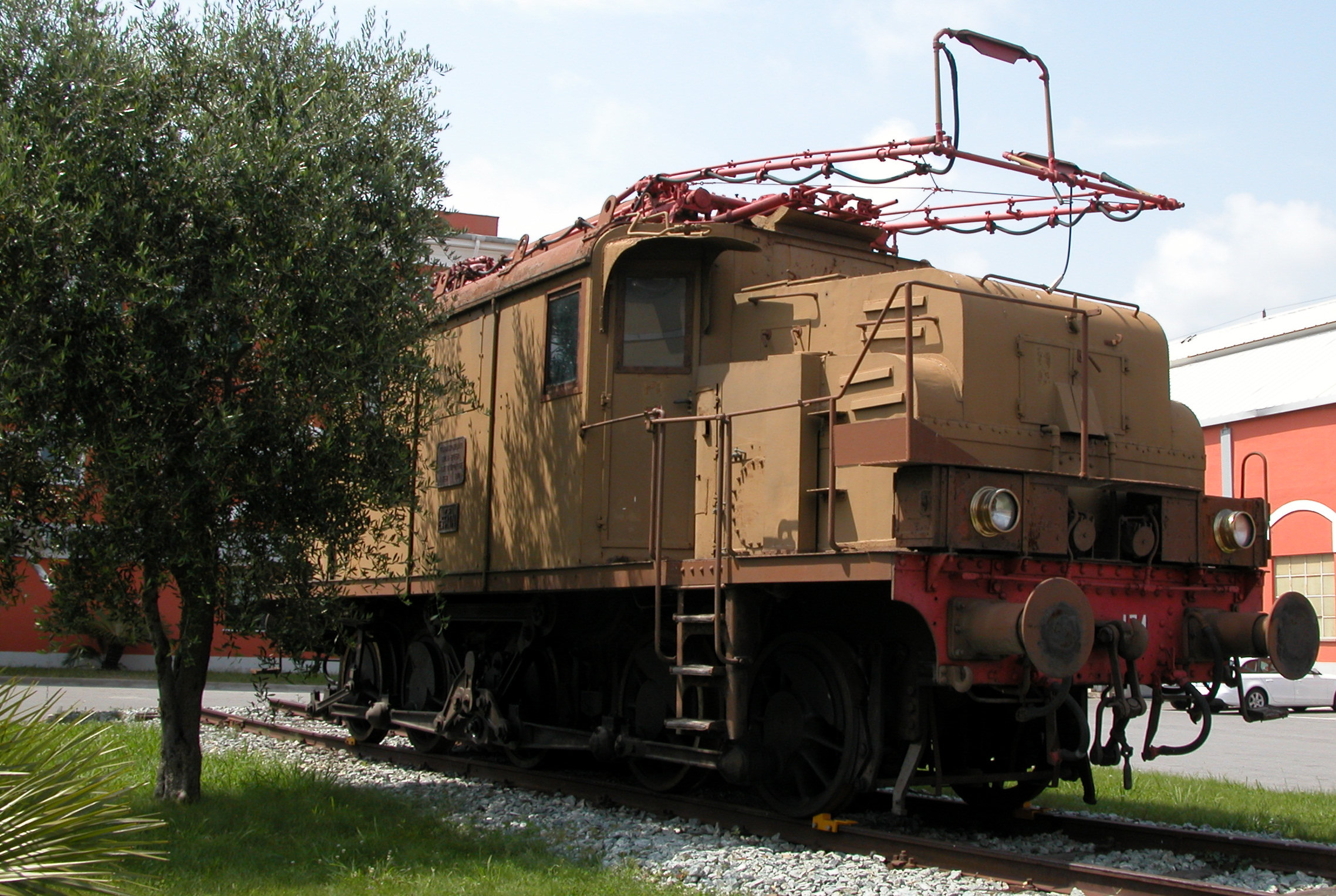
La locomotiva E.554.174 con i bocchettoni circolari per il collegamento dei cavi a bassa tensione e la passerella per accedere all'unità accoppiata in comando multiplo. Le protuberanze triangolari sui portelli dell'avancorpo servivano per il passaggio dei cavi a media tensione.

Come già detto il comando multiplo tipo "Bolzano" era di tipo unidirezionale: la locomotiva pilota non poteva infatti essere comandata dalla locomotiva pilotata e quindi, quando quest'ultima si trovava in testa al treno, la locomotiva pilota doveva essere disabilitata. Nel caso della ferrovia del Brennero questo implicava che le coppie di locomotive fossero obbligatoriamente orientate con la locomotiva pilota verso monte, cioè verso la stazione di Brennero.
Oltre alle normali condotte dei freni, le locomotive erano accoppiate dal lato della cabina posteriore per mezzo di:
- cavi mobili a bassa tensione per i segnali elettrici di comando e controllo, collegati ad appositi bocchettoni sulle estremità delle locomotive;
- cavi semifissi a media tensione per il collegamento del reostato ai motori della locomotiva pilotata, attestati su morsettiere situate all'interno degli avancorpi posteriori.[11]

La necessità di collegare i cavi a media tensione per mezzo di morsettiere rendeva semipermanente l'accoppiamento delle locomotive, che erano scindibili solamente in deposito.
Sul posto di manovra anteriore della locomotiva pilota erano ripetuti i principali strumenti di misura e di segnalazione della locomotiva pilotata, in modo che il macchinista avesse sotto controllo il carico elettrico di entrambe le unità.
Completava l'allestimento una passerella che consentiva, anche in corsa, l'accesso del personale di macchina alla locomotiva pilotata in caso di necessità.

### Il sistema ibrido
Nell'estate del 1958 fu presa la decisione di attrezzare col comando multiplo tipo "Bolzano" anche 16 locomotive E.554 del deposito di Rivarolo Ligure per formare 8 coppie da utilizzare sulle linee dei Giovi. La decisione suscitò parecchie perplessità perché, diversamente dal Brennero, l'unidirezionalità del sistema avrebbe causato pesanti limitazioni sulla rete ferroviaria ligure, caratterizzata da linee con acclività in entrambi i sensi o disposte a triangolo.
Dopo l'allestimento della prima coppia di locomotive E.554.061+E.554.040, che uscì dalle officine del deposito di Rivarolo all'inizio di settembre con un equipaggiamento del tutto simile a quello adottato a Bolzano, il Capo Divisione del Compartimento FS di Genova ingegner Alberto Antonucci prese autonomamente la decisione di sperimentare sulla coppia successiva una soluzione per eliminare l'inconveniente dell'unidirezionalità. La modifica al sistema tipo "Bolzano" consisteva nell'aggiunta di un servocomando pneumatico sul reostato della locomotiva pilota E.554.053 e di un rubinetto di comando sulla locomotiva pilotata E.554.006, in modo da dare a quest'ultima la possibilità di comandare l'altra.
Sempre su iniziativa dell'ingegner Antonucci, che mirava a realizzare un sistema di comando multiplo che consentisse la totale intercambiabilità delle locomotive, la E.554.005 fu equipaggiata sperimentalmente con un sistema pneumatico di comando del reostato in sostituzione di quello meccanico dell'allestimento normale. Questa modifica, a cui si aggiunse successivamente quella della E.554.109, pose le basi del futuro comando multiplo tipo "Ligure".
Il programma stabilito inizialmente proseguì con la terza coppia E.554.131+E.554.049 che però, visti i lusinghieri risultati delle sperimentazioni sulla coppia ibrida E.554.053+E.554.006 e sulla E.554.005, fu l'ultima di tipo "Bolzano". Durante l'allestimento delle coppie restanti vennero introdotti tutti i perfezionamenti via via raggiunti, portando le locomotive a comando multiplo attrezzate dal deposito di Rivarolo Ligure ad assumere caratteristiche piuttosto eterogenee, tutte però basate sul principio ispiratore del sistema "Bolzano", che prevedeva l'installazione sulla locomotiva pilota di entrambi i reostati occorrenti alle due macchine.
L'attrezzamento delle macchine di Rivarolo Ligure, realizzato tra il 1958 e il 1959, portò all'allestimento di 8 coppie fisse con le seguenti numerazioni di servizio:
- E.554.061+E.554.040 (coppia tipo "Bolzano"),
- E.554.053+E.554.006 (coppia ibrida),
- E.554.131+E.554.049 (coppia tipo "Bolzano"),
- E.554.173+E.554.137 (coppia ibrida),
- E.554.162+E.554.179 (coppia ibrida),
- E.554.151+E.554.083 (coppia ibrida con macchina pilota realizzata dal deposito di Bussoleno),
- E.554.159+E.554.104 (coppia ibrida con macchina pilota realizzata dal deposito di Bussoleno),
- E.554.126+E.554.138 (prevista come coppia ibrida, ma il comando pneumatico sulla E.554.126 non fu installato),

dove compaiono la locomotiva pilota seguita dalla locomotiva pilotata.

#### Caratteristiche del sistema ibrido
Il cosiddetto sistema "ibrido" differiva dal tipo "Bolzano" per i seguenti dispositivi, che permettevano di ottenere la bidirezionalità del comando multiplo:
- aggiunta di un servocomando pneumatico sulla valvola di scarico del reostato della locomotiva pilota;
- aggiunta sulla locomotiva pilotata di un rubinetto di comando per il reostato della locomotiva pilota;
- aggiunta di una condotta pneumatica di comando tra le due locomotive.[13]

#### Sperimentazioni e varianti a Bussoleno
Anche la linea Torino-Modane, con la lunga e ripida rampa che da Bussoleno sale al culmine della galleria del Fréjus e la meno lunga ma altrettanto acclive rampa che sale da Modane, risultava poco adatta al comando unidirezionale tipo "Bolzano". Per questo motivo verso la fine del 1958 iniziò presso il deposito di Bussoleno una sperimentazione finalizzata alla realizzazione di un comando multiplo bidirezionale, ottenuto equipaggiando con il doppio reostato entrambe le locomotive della coppia, sviluppando cioè l'idea scartata a Bolzano, dove la bidirezionalità non era un requisito essenziale.
Le macchine prescelte, E.554.151 e 159, furono equipaggiate ciascuna con due reostati mantenendo l'originale comando meccanico. Le modifiche sull'impianto di interconnessione tra le macchine richiesero l'aggiunta di ulteriori segnali a bassa tensione rispetto all'allestimento unidirezionale, che trovarono posto nella coppia di cavi mobili già esistenti, mentre fu necessario raddoppiare il numero dei conduttori a media tensione attestati sulle morsettiere per il collegamento dei reostati con i motori.
Nonostante i risultati pratici pienamente soddisfacenti, l'esperimento non ebbe seguito probabilmente a causa del costo decisamente superiore a quello degli altri sistemi. Le due macchine furono quindi trasferite al deposito di Rivarolo Ligure dove vennero disaccoppiate e riutilizzate per realizzare 2 delle 8 coppie ibride già previste.
Nel 1959 furono trasferite da Rivarolo Ligure a Bussoleno le coppie "ibride" E.554.053+E.554.006 ed E.554.173+E.554.137, che restarono in servizio sulla Torino-Modane fino alla conversione in corrente continua avvenuta nella primavera del 1961.
Per risolvere, almeno parzialmente, alcuni inconvenienti di esercizio causati dalla risposta più lenta del sistema pneumatico rispetto a quello meccanico, fu deciso di montare sulle locomotive pilota di Bussoleno (E.554.053 e 173) un dispositivo che consentisse al macchinista di selezionare per mezzo di una leva in cabina, chiamata scherzosamente «il cambio», il sistema meccanico unidirezionale o il sistema pneumatico bidirezionale. In pratica il percorso da Bussoleno a Modane avveniva dal banco di manovra tradizionale della locomotiva pilota in modalità meccanica, mentre al ritorno il macchinista «azionava il cambio» e passava sulla locomotiva pilotata utilizzando il comando multiplo in modalità pneumatica.

### Il sistema "Ligure"
L'ingegner Antonucci, contemporaneamente allo sviluppo del sistema ibrido, diede l'avvio alla sperimentazione di un'alternativa con reostato ad azionamento completamente pneumatico, con l'obiettivo finale di realizzare un sistema di comando multiplo che eliminasse tutte le limitazioni fino ad allora presenti e consentisse la totale intercambiabilità delle locomotive.
La sperimentazione venne condotta per alcuni mesi facendo circolare da sola la locomotiva E.554.005 allo scopo di concentrarsi unicamente sulla messa a punto del comando pneumatico del reostato espressamente installato in sostituzione di quello meccanico, quindi la macchina fu accoppiata alla E.554.109, equipaggiata allo stesso modo, per valutare concretamente le prestazioni della coppia in comando multiplo. I risultati positivi ottenuti nel 1959 dimostrarono sul campo la piena affidabilità del sistema, sancendo così la maturità per l'applicazione generalizzata del comando multiplo tipo "Ligure". Seguì il progetto definitivo che comportò la scelta finale dei componenti pneumatici, l'aggiunta dei dispositivi per la correzione rapida degli eventuali squilibri tra le locomotive e del comando a distanza dei trolley della seconda locomotiva. Fu infine studiato e realizzato un sistema di comando e controllo esteso a tutti i servizi ed adatto anche per altri gruppi di locomotive trifasi
Durante la messa a punto delle E.554.005 e 109 furono attrezzate a scopo sperimentale, con lo stesso tipo di comando multiplo, anche due E.551 del deposito di Savona, già dotate in origine del reostato a comando pneumatico, ottenendo risultati pienamente soddisfacenti che portarono poi all'allestimento di altre quattro macchine dello stesso tipo.
A seguito dei risultati positivi ottenuti sia con le E.554 che con le E.551 si decise inoltre di estendere l'applicazione del comando multiplo tipo "Ligure" anche alle macchine veloci, attrezzando nei primi mesi del 1960 due locomotive E.333, quattro E.431 e una E.432, che diedero ottimi risultati anche nell'utilizzo promiscuo, confermando così praticamente la completa intercambiabilità delle macchine.
L'indiscusso successo del comando multiplo tipo "Ligure" fece prendere in considerazione l'idea di adottarlo come equipaggiamento di normale dotazione per tutte le locomotive trifasi, escludendo solo i tipi più antiquati ed in pratica venne disposta la trasformazione di altre otto E.431, quattro E.432 e la conversione delle dodici locomotive già a comando multiplo rimaste al deposito di Rivarolo Ligure, come pure l'aggiornamento con i componenti definitivi dei prototipi delle due E.551 e delle E.554.005 e 109. Questo programma fu però realizzato solo parzialmente.
Per quanto riguarda le E.554, tra il 1959 e il 1962 furono attrezzate ex novo o trasformate in tipo "Ligure" le seguenti unità del deposito di Rivarolo Ligure:
- E.554.005 (prototipo tipo "Ligure"),
- E.554.040 (ex pilotata tipo ibrido),
- E.554.049 (ex pilotata tipo "Bolzano"),
- E.554.104 (ex pilotata tipo ibrido),
- E.554.109 (prototipo tipo "Ligure"),
- E.554.126 (ex pilota prevista inizialmente di tipo ibrido, ma rimasta di tipo "Bolzano"),
- E.554.131 (ex pilota tipo "Bolzano"),
- E.554.138 (ex pilotata tipo ibrido),
- E.554.159 (ex pilota tipo ibrido),
- E.554.162 (ex pilota tipo ibrido),
- E.554.179 (ex pilotata tipo ibrido),

non fu invece trasformata la E.554.083 (ex pilotata di tipo ibrido), che rimase così scompagnata.
Nel 1962 le E.554.162 e 179 furono trasferite a Bolzano, dove i tecnici del deposito locale introdussero un perfezionamento per migliorare la regolazione durante la fase di avviamento. Le due locomotive tipo "Ligure" fecero servizio per circa due anni sulla linea del Brennero, alternandosi nei turni con le macchine locali tipo "Bolzano".

#### Caratteristiche del sistema "Ligure"
Il comando multiplo tipo "Ligure", al pari dei tipi "Bolzano" e ibrido, manteneva la regolazione ad anello aperto, ma presentava peculiarità che si discostavano fortemente dai precedenti e lo rendevano completamente bidirezionale:
- ciascuna locomotiva era equipaggiata con un reostato a liquido con comando pneumatico;
- il macchinista aveva la possibilità di effettuare interventi di correzione rapida sulle regolazione di ciascuna locomotiva;
- i dispositivi, di tipo unificato, erano adatti a tutti i tipi di locomotive trifasi con reostato a liquido;
- il sistema garantiva la piena intercambiabilità di accoppiamento anche tra locomotive di gruppi differenti e con diverso diametro delle ruote;
- il collegamento era di tipo rapido, eseguibile ovunque senza necessità di attrezzatura speciale.[20]

### La fine delle E.554 a comando multiplo
Con l'eliminazione della trazione trifase nel nodo di Genova, tra l'aprile 1963 e il marzo 1964 le E.554 a comando multiplo di Rivarolo Ligure furono trasferite ai depositi di Savona e Bolzano. Con questo spostamento Bolzano divenne il deposito con la maggiore concentrazione di macchine a comando multiplo e fu anche quello dove questo tipo di macchine operò più intensivamente e più a lungo.
La successiva eliminazione del trifase dalla linea del Brennero, con il trasferimento delle E.554 di Bolzano ai depositi della rete ligure-piemontese, avvenuto in diversi scaglioni tra aprile e settembre 1965, segnò di fatto l'inizio del rapido tramonto del comando multiplo. In questa occasione il comando multiplo unidirezionale fu definitivamente dismesso e 8 locomotive di questo tipo furono subito accantonate in attesa di demolizione. Considerata poi la sovrabbondanza di macchine che si era venuta a creare presso il deposito di Savona, furono dismesse anche diverse locomotive con comando multiplo tipo "Ligure" non più in buone condizioni, giungendo alla fine del 1965 ad una consistenza di E.554 effettivamente utilizzabili in comando multiplo inferiore alla decina.

## Conservazione museale
Sono ancora esistenti due esemplari di E.554:
- La E.554.078 che era esposta nella sede di Ranco (VA) del Museo Ogliari, a cui fu venduta dalle FS nel maggio 1991.[21][22]. Successivamente, trasferita con tutta la Collezione Ogliari, presso la sede del Museo “Volandia”, situato nei locali della ex-Caproni in prossimità dell'Aeroporto di Malpensa.
- La E.554.174 del Museo Ferroviario Piemontese, che ne detiene la proprietà[23][24]
(dal mese di maggio 2010 è stata concessa in prestito a Bombardier Transportation Italy per un periodo di esposizione presso lo storico stabilimento ex TIBB di Vado Ligure, le cui maestranze ne effettueranno il restauro estetico).[25][26]